# Ronde van Catalonië 2025
De Ronde van Catalonië 2025 was de 104e editie van een meerdaagse wielerwedstrijd. De mannen reden van 24 tot en met 30 maart en titelverdediger was de Sloveen Tadej Pogačar. Het algemeen klassement was een strijd tussen de Sloveen Primož Roglič en de Spanjaard Juan Ayuso. Uiteindelijk wist Primož Roglič het eindklassement voor de tweede keer in zijn carrière te winnen. Van 6 juni tot 8 juni wordt de tweede Ronde van Catalonië voor vrouwen gereden.
De zesde etappe, oorspronkelijk over 159 kilometer met finish nabij het Santuari de Queralt (Heiligdom van de Maagd van Quaralt) werd in eerste instantie ingekort tot 118,6 kilometer nadat de 1735 meter hoge Coll del Pradell uit het parcours werd gehaald omdat de afdaling te gevaarlijk werd geacht met de verwachte windsnelheden op 29 maart. Later werden ook de beklimmingen over de Collada de Sant Isidre en de klim naar de finish nabij het Santuari de Queralt eruit gehaald, waarna een rit-in-lijn over 72 kilometer van en naar Berga werd uitgetekend, waarvan de eerste 47 kilometer geneutraliseerd werd afgelegd, zodat er 25 kilometer wedstrijd kilometers resteerde. 

## Deelnemende ploegen
Het peloton bestond uit 24 ploegen van zeven renners, in totaal 168 deelnemers. Naast de World Tour ploegen deden zes continentale teams mee.

## Etappeoverzicht
| Etappe | Datum    | Start – Finish                                   | Afstand             | Type       | Winnaar         | Leider          |
| ------ | -------- | ------------------------------------------------ | ------------------- | ---------- | --------------- | --------------- |
| 1      | 24 maart | Sant Feliu de Guíxols – Sant Feliu de Guíxols    | 173,9 km            | Heuvelrit  | Matthew Brennan | Matthew Brennan |
| 2      | 25 maart | Banyoles – Figueres                              | 177,3 km            | Vlakke rit | Ethan Vernon    | Matthew Brennan |
| 3      | 26 maart | Viladecans The Style Outlets – La Molina         | 218,6 km            | Bergrit    | Juan Ayuso      | Juan Ayuso      |
| 4      | 27 maart | Sant Vicenç de Castellet – Montserrat Mil·lenari | 188,7 km            | Bergrit    | Primož Roglič   | Primož Roglič   |
| 5      | 28 maart | Paüls – Amposta                                  | 172 km              | Vlakke rit | Matthew Brennan | Juan Ayuso      |
| 6      | 29 maart | Berga – Santuario de Queralt Berga               | 159 km72 km         | Bergrit    | Quinn Simmons   | Juan Ayuso      |
| 7      | 30 maart | Barcelona – Barcelona                            | 88,2 km             | Heuvelrit  | Primož Roglič   | Primož Roglič   |
| Totaal | Totaal   | Totaal                                           | 1182,1 km 1095,1 km |            |                 |                 |

## Etappe-uitslagen
| Plaats  | Naam                | Ploeg                           | Tijd     |
| ------- | ------------------- | ------------------------------- | -------- |
| Winnaar | Matthew Brennan     | Team Visma\|Lease a Bike        | 4u25'17" |
| 2       | Kaden Groves        | Alpecin-Deceuninck              | z.t.     |
| 3       | Tibor del Grosso    | Alpecin-Deceuninck              | z.t.     |
| 4       | Dorian Godon        | Decathlon AG2R La Mondiale Team | z.t.     |
| 5       | Andrea Vendrame     | Decathlon AG2R La Mondiale Team | z.t.     |
| 6       | Corbin Strong       | Israel-Premier Tech             | z.t.     |
| 7       | Edward Planckaert   | Alpecin-Deceuninck              | z.t.     |
| 8       | Mikel Landa         | Soudal Quick-Step               | z.t.     |
| 9       | Lennert Van Eetvelt | Lotto                           | z.t.     |
| 10      | Laurens De Plus     | INEOS Grenadiers                | z.t.     |

| Plaats  | Naam                  | Ploeg                           | Tijd     |
| ------- | --------------------- | ------------------------------- | -------- |
| Winnaar | Ethan Vernon          | Israel-Premier Tech             | 4u16'16" |
| 2       | Matthew Brennan       | Team Visma\|Lease a Bike        | z.t.     |
| 3       | Kaden Groves          | Alpecin-Deceuninck              | z.t.     |
| 4       | Axel Laurance         | INEOS Grenadiers                | z.t.     |
| 5       | Pavel Bittner         | Team Picnic PostNL              | z.t.     |
| 6       | Dorian Godon          | Decathlon AG2R La Mondiale Team | z.t.     |
| 7       | Marijn van den Berg   | EF Education-EasyPost           | z.t.     |
| 8       | Stanisław Aniołkowski | Cofidis                         | z.t.     |
| 9       | Dion Smith            | Intermarché-Wanty               | z.t.     |
| 10      | Anders Foldager       | Team Jayco AlUla                | z.t.     |
|         |                       |                                 |          |
| 11      | Junior Lecerf         | Soudal Quick-Step               | z.t.     |

| Plaats  | Naam                | Ploeg                    | Tijd     |
| ------- | ------------------- | ------------------------ | -------- |
| Winnaar | Juan Ayuso          | UAE Team Emirates-XRG    | 5u49'29" |
| 2       | Primož Roglič       | Red Bull-BORA-hansgrohe  | z.t.     |
| 3       | Mikel Landa         | Soudal Quick-Step        | + 2"     |
| 4       | Lenny Martinez      | Bahrain Victorious       | + 4"     |
| 5       | Lennert Van Eetvelt | Lotto                    | z.t.     |
| 6       | Enric Mas           | Movistar Team            | z.t.     |
| 7       | Egan Bernal         | INEOS Grenadiers         | z.t.     |
| 8       | Harold Martín López | XDS Astana Team          | z.t.     |
| 9       | Richard Carapaz     | EF Education-EasyPost    | z.t.     |
| 10      | Adam Yates          | UAE Team Emirates-XRG    | z.t.     |
|         |                     |                          |          |
| 20      | Wilco Kelderman     | Team Visma\|Lease a Bike | + 4"     |

| Plaats  | Naam                | Ploeg                           | Tijd    |
| ------- | ------------------- | ------------------------------- | ------- |
| Winnaar | Primož Roglič       | Red Bull-BORA-hansgrohe         | 4u24'8" |
| 2       | Juan Ayuso          | UAE Team Emirates-XRG           | z.t.    |
| 3       | Enric Mas           | Movistar Team                   | + '03"  |
| 4       | Lenny Martinez      | Bahrain Victorious              | z.t.    |
| 5       | Mikel Landa         | Soudal Quick-Step               | z.t.    |
| 6       | Felix Gall          | Decathlon AG2R La Mondiale Team | z.t.    |
| 7       | Lennert Van Eetvelt | Lotto                           | z.t.    |
| 8       | Matthew Riccitello  | Israel-Premier Tech             | + '06"  |
| 9       | Juan Pedro López    | Lidl-Trek                       | + '21"  |
| 10      | Giulio Pellizzari   | Red Bull-BORA-hansgrohe         | + '26"  |
|         |                     |                                 |         |
| 12      | Wout Poels          | XDS Astana Team                 | + '34"  |

| Plaats  | Naam                  | Ploeg                           | Tijd     |
| ------- | --------------------- | ------------------------------- | -------- |
| Winnaar | Matthew Brennan       | Team Visma\|Lease a Bike        | 3u28'14" |
| 2       | Tibor del Grosso      | Alpecin-Deceuninck              | z.t.     |
| 3       | Pavel Bittner         | Team Picnic PostNL              | z.t.     |
| 4       | Marijn van den Berg   | EF Education-EasyPost           | z.t.     |
| 5       | Corbin Strong         | Israel-Premier Tech             | z.t.     |
| 6       | Axel Laurance         | INEOS Grenadiers                | z.t.     |
| 7       | Dorian Godon          | Decathlon AG2R La Mondiale Team | z.t.     |
| 8       | Nico Denz             | Red Bull-BORA-hansgrohe         | z.t.     |
| 9       | Eric Antonio Fagúndez | Burgos-Burpellet-BH             | z.t.     |
| 10      | Juan Ayuso            | UAE Team Emirates-XRG           | z.t.     |
|         |                       |                                 |          |
| 20      | Laurens De Plus       | INEOS Grenadiers                | z.t.     |

| Plaats  | Naam                | Ploeg                           | Tijd  |
| ------- | ------------------- | ------------------------------- | ----- |
| Winnaar | Quinn Simmons       | Lidl-Trek                       | 25'4" |
| 2       | Pavel Bittner       | Team Picnic PostNL              | z.t.  |
| 3       | Anders Foldager     | Team Jayco AlUla                | z.t.  |
| 4       | Lennert Van Eetvelt | Lotto                           | z.t.  |
| 5       | Ethan Vernon        | Israel-Premier Tech             | z.t.  |
| 6       | Andrea Vendrame     | Decathlon AG2R La Mondiale Team | z.t.  |
| 7       | Dorian Godon        | Decathlon AG2R La Mondiale Team | z.t.  |
| 8       | Axel Laurance       | INEOS Grenadiers                | z.t.  |
| 9       | Pau Miquel          | Equipo Kern Pharma              | z.t.  |
| 10      | Harold Martín López | XDS Astana Team                 | z.t.  |
|         |                     |                                 |       |
| 12      | Alex Molenaar       | Caja Rural-Seguros RGA          | z.t.  |

### Zevende etappe
| Plaats  | Naam                | Ploeg                           | Tijd     |
| ------- | ------------------- | ------------------------------- | -------- |
| Winnaar | Primož Roglič       | Red Bull-BORA-hansgrohe         | 1u58'27" |
| 2       | Laurens De Plus     | INEOS Grenadiers                | + '14"   |
| 3       | Lennert Van Eetvelt | Lotto                           | z.t.     |
| 4       | Dorian Godon        | Decathlon AG2R La Mondiale Team | + '19"   |
| 5       | Sylvain Moniquet    | Cofidis                         | z.t.     |
| 6       | Lorenzo Fortunato   | XDS Astana Team                 | z.t.     |
| 7       | Corbin Strong       | Israel-Premier Tech             | z.t.     |
| 8       | Simon Yates         | Team Visma\|Lease a Bike        | z.t.     |
| 9       | Axel Laurance       | INEOS Grenadiers                | z.t.     |
| 10      | Rudy Molard         | Groupama-FDJ                    | z.t.     |
|         |                     |                                 |          |
| 11      | Frank van den Broek | Team Picnic PostNL              | z.t.     |

## Klassementsleiders na elke etappe
| Rit         | Winnaar         | Algemeen klassement | Puntenklassement | Bergklassement     | Jongerenklassement | Ploegenklassement         | Prijs voor de strijdlust |
| ----------- | --------------- | ------------------- | ---------------- | ------------------ | ------------------ | ------------------------- | ------------------------ |
| 1           | Matthew Brennan | Matthew Brennan     | Matthew Brennan  | Danny van der Tuuk | Matthew Brennan    | Alpecin-Deceuninck        | Jan Castellon            |
| 2           | Ethan Vernon    | Matthew Brennan     | Matthew Brennan  | Danny van der Tuuk | Matthew Brennan    | Alpecin-Deceuninck        | Diego Uriarte            |
| 3           | Juan Ayuso      | Juan Ayuso          | Matthew Brennan  | Bruno Armirail     | Juan Ayuso         | Team Visma I Lease a Bike | Alex Molenaar            |
| 4           | Primož Roglič   | Primož Roglič       | Primož Roglič    | Bruno Armirail     | Juan Ayuso         | XDS Astana Team           | Eric Fagúndez            |
| 5           | Matthew Brennan | Juan Ayuso          | Matthew Brennan  | Bruno Armirail     | Juan Ayuso         | Team Visma I Lease a Bike | Jokin Murguialday        |
| 6           | Quinn Simmons   | Juan Ayuso          | Juan Ayuso       | Bruno Armirail     | Juan Ayuso         | Team Visma I Lease a Bike | Carlos Verona            |
| 7           | Primož Roglič   | Primož Roglič       | Primož Roglič    | Primož Roglič      | Juan Ayuso         | Team Visma I Lease a Bike | Mats Wenzel              |
| Einduitslag | Einduitslag     | Primož Roglič       | Primož Roglič    | Primož Roglič      | Juan Ayuso         | Team Visma I Lease a Bike | Niet uitgereikt          |

## Eindklassementen
| Plaats | Naam                | Ploeg                    | Tijd      |
| ------ | ------------------- | ------------------------ | --------- |
|        | Primož Roglič       | Red Bull-BORA-hansgrohe  | 24u46'21" |
| 2      | Juan Ayuso          | UAE Team Emirates-XRG    | + '28"    |
| 3      | Enric Mas           | Movistar Team            | + '53"    |
| 4      | Mikel Landa         | Soudal Quick-Step        | + '54"    |
| 5      | Lenny Martinez      | Bahrain Victorious       | + 1'00"   |
| 6      | Laurens De Plus     | INEOS Grenadiers         | + 1'20"   |
| 7      | Egan Bernal         | INEOS Grenadiers         | + 1'31"   |
| 8      | Lennert Van Eetvelt | Lotto                    | + 1'33"   |
| 9      | Simon Yates         | Team Visma\|Lease a Bike | + 1'46"   |
| 10     | Richard Carapaz     | EF Education-EasyPost    | + 1'59"   |
| 11     | Matthew Riccitello  | Israel-Premier Tech      | + 2'00"   |
| 12     | Ben O'Connor        | Team Jayco AlUla         | + 2'05"   |
| 13     | Harold Martín López | XDS Astana Team          | + 2'10"   |
| 14     | Junior Lecerf       | Soudal Quick-Step        | + 2'13"   |
| 15     | Juan Pedro López    | Lidl-Trek                | + 2'15"   |
| 16     | Giulio Pellizzari   | Red Bull-BORA-hansgrohe  | + 2'20"   |
| 17     | José Manuel Díaz    | Burgos-Burpellet-BH      | + 2'27"   |
| 18     | Wout Poels          | XDS Astana Team          | + 2'28"   |
| 19     | Nairo Quintana      | Movistar Team            | z.t.      |
| 20     | Lorenzo Fortunato   | XDS Astana Team          | + 3'20"   |

| Ploegenklassement |                          |           |
| Plaats            | Ploeg                    | Tijd      |
|                   | Team Visma\|Lease a Bike | 74u26'13" |
| 2                 | XDS Astana Team          | + 0'48"   |
| 3                 | Red Bull-BORA-hansgrohe  | + 1'58"   |
| 4                 | INEOS Grenadiers         | + 3'47"   |
| 5                 | UAE Team Emirates-XRG    | + 5'38"   |
|                   |                          |           |
| 7                 | Soudal Quick-Step        | + 8'14"   |

| Plaats | Naam                | Ploeg                   | Punten |
| ------ | ------------------- | ----------------------- | ------ |
|        | Primož Roglič       | Red Bull-BORA-hansgrohe | 34     |
| 2      | Juan Ayuso          | UAE Team Emirates-XRG   | 25     |
| 3      | Quinn Simmons       | Lidl-Trek               | 10     |
| 4      | Ethan Vernon        | Israel-Premier Tech     | 10     |
| 5      | Pavel Bittner       | Team Picnic PostNL      | 10     |
|        |                     |                         |        |
| 10     | Laurens De Plus     | INEOS Grenadiers        | 6      |
| 23     | Frank van den Broek | Team Picnic PostNL      | 2      |

| Plaats | Naam                | Ploeg                           | Punten |
| ------ | ------------------- | ------------------------------- | ------ |
|        | Primož Roglič       | Red Bull-BORA-hansgrohe         | 36     |
| 2      | Mats Wenzel         | Equipo Kern Pharma              | 36     |
| 3      | Bruno Armirail      | Decathlon AG2R La Mondiale Team | 33     |
| 4      | Juan Ayuso          | UAE Team Emirates-XRG           | 22     |
| 5      | Alex Molenaar       | Caja Rural-Seguros RGA          | 18     |
|        |                     |                                 |        |
| 16     | Lennert Van Eetvelt | Lotto                           | 6      |

| Plaats | Naam               | Ploeg                   | Tijd      |
| ------ | ------------------ | ----------------------- | --------- |
|        | Juan Ayuso         | UAE Team Emirates-XRG   | 24u46'49" |
| 2      | Lenny Martinez     | Bahrain Victorious      | + '32"    |
| 3      | Matthew Riccitello | Israel-Premier Tech     | + 1'32"   |
| 4      | Junior Lecerf      | Soudal Quick-Step       | + 1'45"   |
| 5      | Giulio Pellizzari  | Red Bull-BORA-hansgrohe | + 1'52"   |
|        |                    |                         |           |
| 12     | Darren van Bekkum  | XDS Astana Team         | + 23'48"  |

1911 · 1912 · 1913 · 1914-1919 · 1920 · 1921-1922 · 1923 · 1924 · 1925 · 1926 · 1927 · 1928 · 1929 · 1930 · 1931 · 1932 · 1933 · 1934 · 1935 · 1936 · 1937 · 1938 · 1939 · 1940 · 1941 · 1942 · 1943 · 1944 · 1945 · 1946 · 1947 · 1948 · 1949 · 1950 · 1951 · 1952 · 1953 · 1954 · 1955 · 1956 · 1957 · 1958 · 1959 · 1960 · 1961 · 1962 · 1963 · 1964 · 1965 · 1966 · 1967 · 1968 · 1969 · 1970 · 1971 · 1972 · 1973 · 1974 · 1975 · 1976 · 1977 · 1978 · 1979 · 1980 · 1981 · 1982 · 1983 · 1984 · 1985 · 1986 · 1987 · 1988 · 1989 · 1990 · 1991 · 1992 · 1993 · 1994 · 1995 · 1996 · 1997 · 1998 · 1999 · 2000 · 2001 · 2002 · 2003 · 2004 · 2005 · 2006 · 2007 · 2008 · 2009 · 2010 · 2011 · 2012 · 2013 · 2014 · 2015 · 2016 · 2017 · 2018 · 2019 · 2020 · 2021 · 2022 · 2023 · 2024 · 2025
Tour Down Under ·
Great Ocean Road Race ·
Ronde van de Verenigde Arabische Emiraten ·
Omloop Het Nieuwsblad ·
Strade Bianche ·
Parijs-Nice · 
Tirreno-Adriatico · 
Milaan-San Remo ·
Ronde van Catalonië ·
Classic Brugge-De Panne ·
E3 Saxo Classic ·
Gent-Wevelgem ·
Dwars door Vlaanderen ·
Ronde van Vlaanderen ·
Ronde van het Baskenland ·
Parijs-Roubaix ·
Amstel Gold Race ·
Waalse Pijl ·
Luik-Bastenaken-Luik ·
Ronde van Romandië ·
Eschborn-Frankfurt ·
Ronde van Italië ·
Critérium du Dauphiné ·
Ronde van Zwitserland ·
Copenhagen Sprint · 
Ronde van Frankrijk ·
Clásica San Sebastián ·
Ronde van Polen ·
BEMER Cyclassics ·
Renewi Tour ·
Ronde van Spanje ·
Bretagne Classic ·
GP van Quebec ·
GP van Montreal ·
Ronde van Lombardije ·
Ronde van Guangxi